# 薩拉托夫區

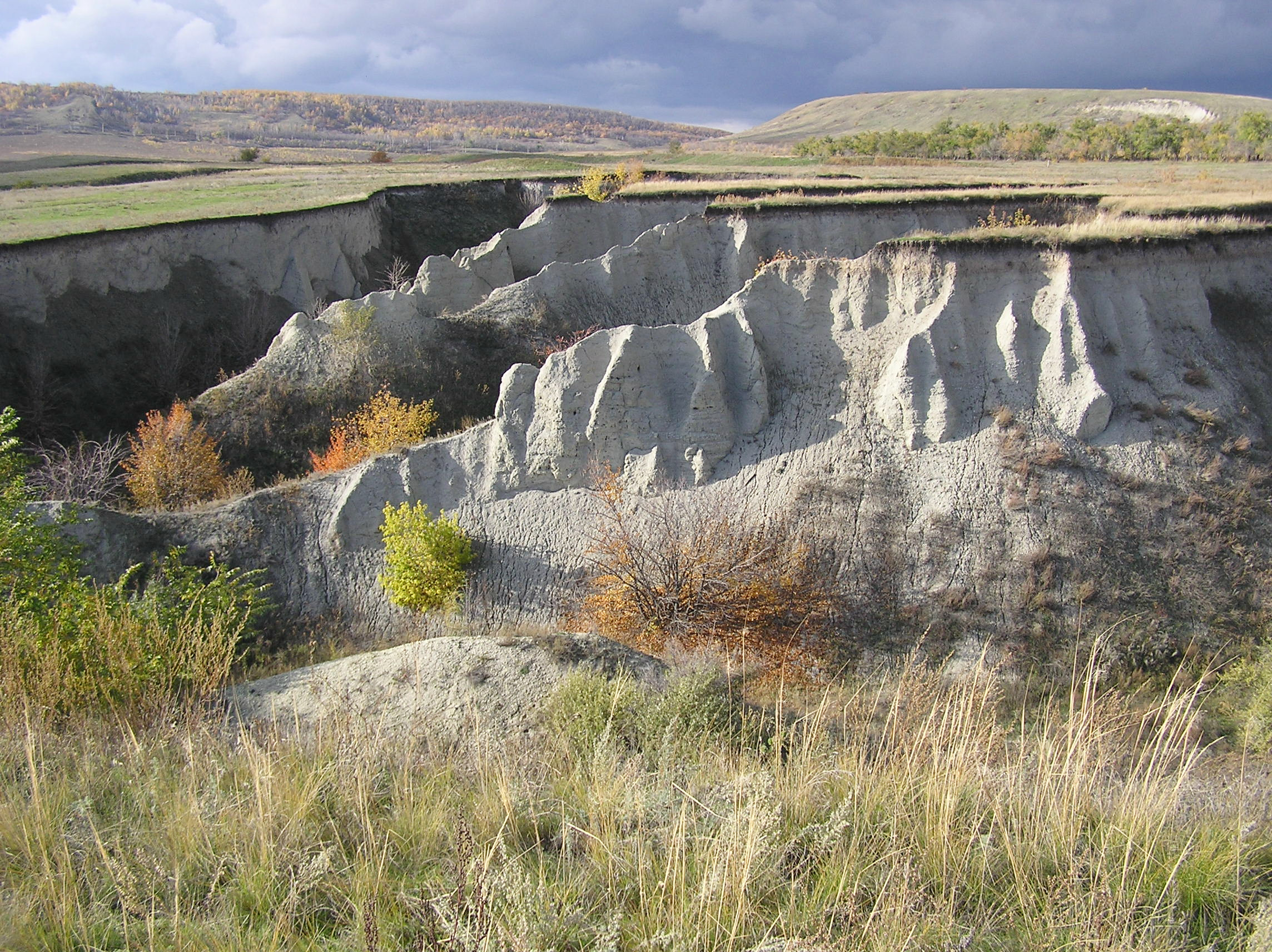

51°33′N 46°00′E / 51.550°N 46.000°E
薩拉托夫區（俄语：Саратовский район），是俄羅斯的一個區，位於該國西南部，由薩拉托夫州負責管轄，面積1,900平方公里，2010年人口48,105，人口密度每平方公里25.32人。